# 伊洛夫斯基·鲁道夫
伊洛夫斯基·鲁道夫（匈牙利語：Illovszky Rudolf，1922年2月21日—2008年9月23日），匈牙利男子足球运动员、教练员。他曾带领匈牙利参加1972年夏季奥林匹克运动会足球比赛，获得银牌。